# 京城銀行
京城銀行（けいじょうぎんこう）は、台湾の台南市に本社のある商業銀行である。前身は戦後に台南に設立された「台南区合会儲蓄公司」で、1978年1月1日に商号を「台南区中小企業銀行」とした。
2005年9月29日に商号が「京城商業銀行」となり、その後は各地へ支店網を拡大させている。例えば翌年には台北市に既存の台北支店に続いて忠孝支店、新北市に板橋支店、高雄市に岡山支店をそれぞれ開設している。
2026年、京城銀行は永豊銀行に合併されます。